# 벵진군

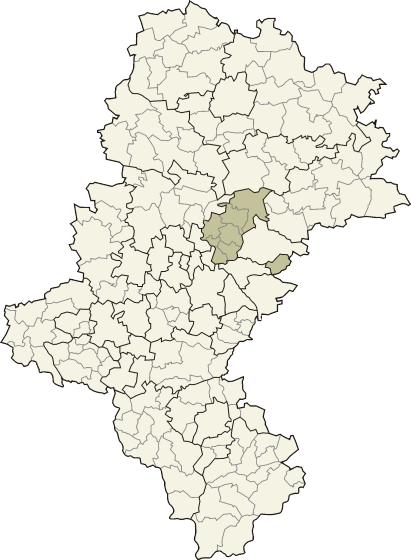
실롱스크주 지도에 표시된 벵진군의 위치

벵진군(폴란드어: powiat będziński)은 폴란드 실롱스크주에 위치한 군으로 군청 소재지는 벵진이며 면적은 368.02km2, 인구는 148,516명(2019년 6월 30일 기준), 인구 밀도는 400명/km2이다.
벵진군에 속한 스와프쿠프(Sławków) 마을은 동브로바구르니차, 소스노비에츠를 사이에 두고 벵진군의 나머지 지역과 서로 떨어져 있는 월경지이다. 북쪽으로는 미슈쿠프군, 북동쪽으로는 자비에르치에군, 동쪽으로는 동브로바구르니차시, 마워폴스카주 올쿠시군, 남쪽으로는 소스노비에츠시, 서쪽으로는 시에미아노비체실롱스키에시, 피에카리실롱스키에시, 북서쪽으로는 타르노프스키에구리군과 접한다. 8개 지방 자치체(4개 도시, 1개 도시형 농촌, 3개 농촌)를 관할한다.

군기
군 문장